# Malthodes nevadensis
Malthodes nevadensis is een keversoort uit de familie soldaatjes (Cantharidae). De wetenschappelijke naam van de soort werd in 1971 gepubliceerd door Constantin.